# Neapolský záliv

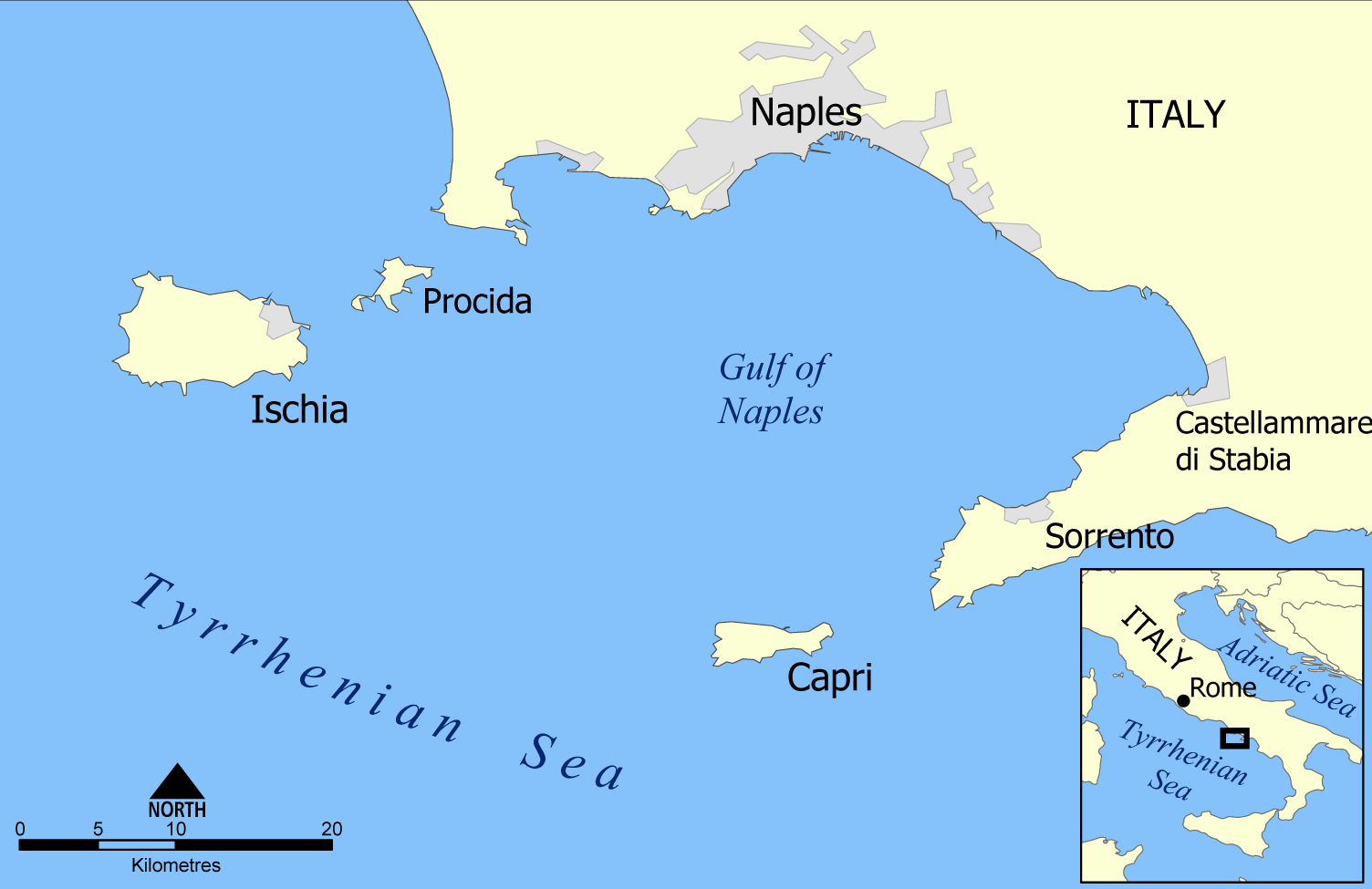
Mapa zálivu

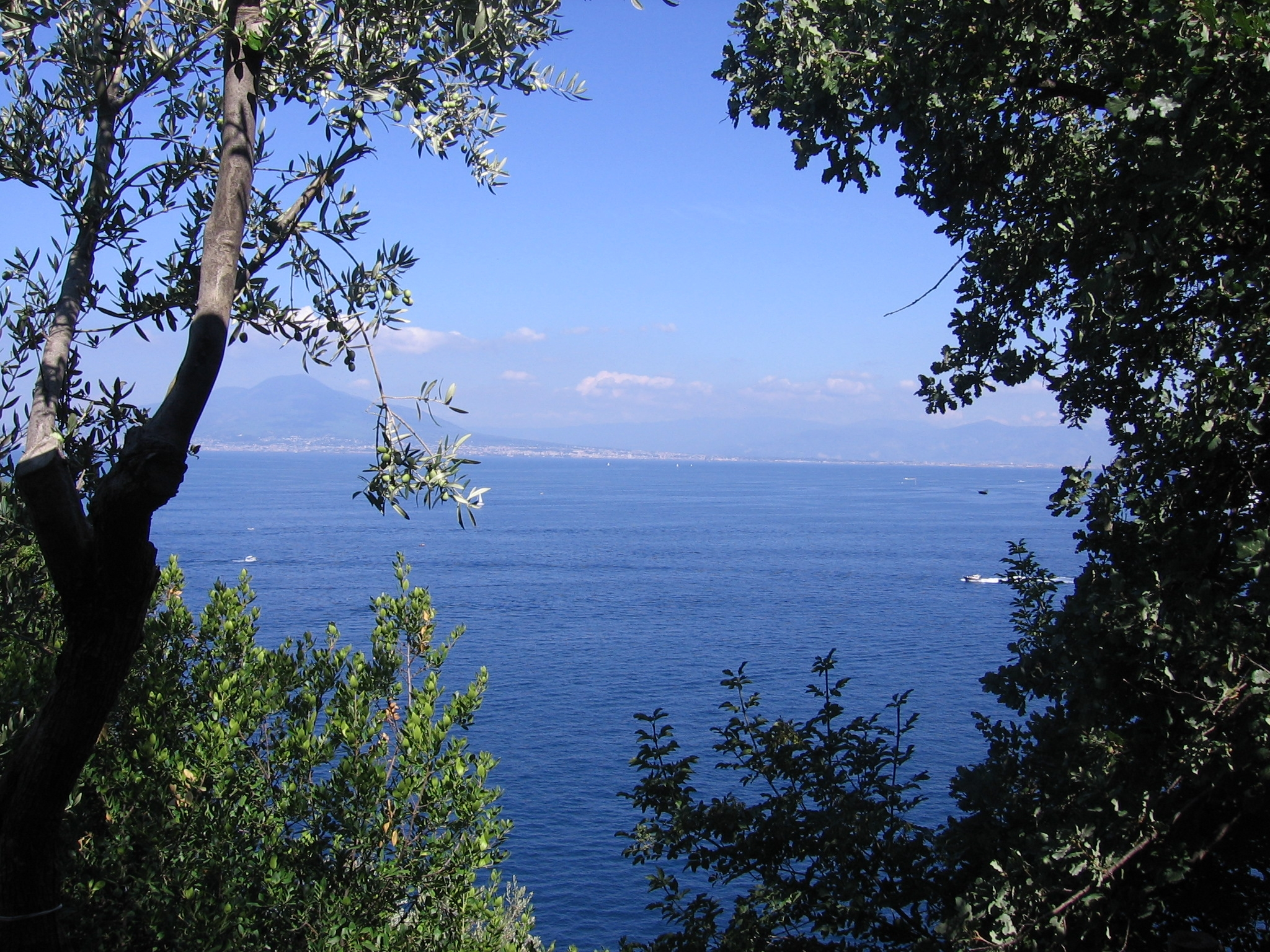
Pohled od Sorrenta

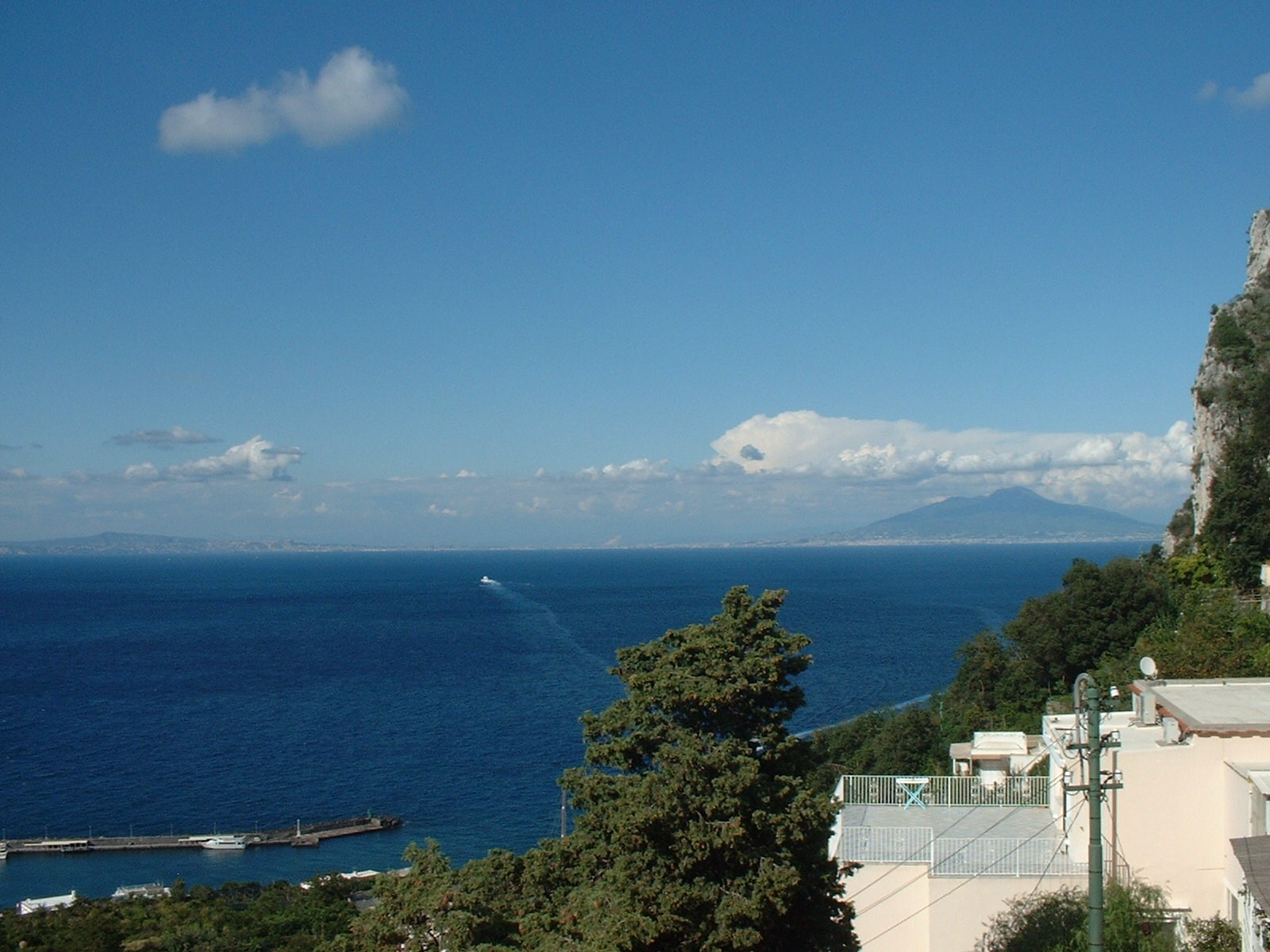
Pohled na záliv od obce Vico Equense

Neapolský záliv (italsky Golfo di Napoli) je mořský záliv na západním pobřeží jižní Itálie. Na délce přibližně 30 km se do pevniny zařezává do hloubky téměř 15 kilometrů.

## Poloha
Na březích zálivu leží – po směru hodinových ručiček od severozápadu na jihovýchod – ruiny antického města Baiae, město Pozzuoli s Flegrejskými poli, město Neapol, vulkán Vesuv s pozůstatky antických měst Pompeje a Herculaneum a obce Torre del Greco a Castellammare di Stabia. Na jihovýchodě záliv uzavírá hornatý poloostrov u města Sorrent.
V moři u poloostrovů oddělujících záliv leží tři ostrovy Capri (na jihu), Ischia a Procida (na severu). Dalšími menšími ostrovy jsou Vivara (jihozápadně od Procidy) a Nisida (u Pozzuoli). V centrální části zálivu není ostrov žádný, což je dáno tím, že celý záliv je pozůstatkem kaldery zaniklého supervulkánu.
Oblast zálivu leží v italském regionu Kampánie a s více než 4,4 milióny obyvatel patří k nejdůležitějším italským aglomeracím a je také jednou z nejnavštěvovanějších oblastí Itálie.